# Gladiadores de Pompeya
Gladiadores de Pompeya è una telenovela argentina trasmessa su Canal 9 dal 20 marzo 2006 al 25 aprile 2006. La serie non raggiunse l'ascolto desiderato.